# Ben Srour
Ben Srour (în arabă بن سرور) este o comună din provincia M'Sila, Algeria.
Populația comunei este de 23.953 de locuitori (2008).